# 维拉尔 (克勒兹省)
维拉尔（法語：Villard，法語發音：[vilaʁ]）是法国克勒兹省的一个市镇，属于盖雷区。

## 地理
维拉尔（46°19'55"N, 1°42'3"E）面积16.37 平方千米，位于法国新阿基坦大区克勒兹省，该省份为法国中部省份，位于法國中央高原西北部，北起安德尔省和谢尔省，西接维埃纳省，南至科雷兹省，东临多姆山省，东北与阿列省接壤。
与维拉尔接壤的市镇（或旧市镇、城区）包括：拉塞勒迪努瓦斯、丹勒帕莱斯泰勒、弗雷斯利讷、迈松费讷、圣叙尔皮斯-勒迪努瓦。

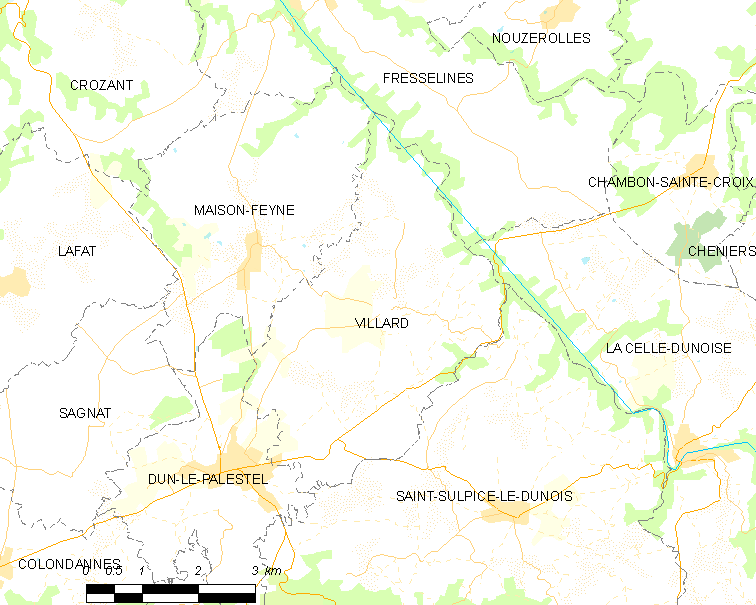
的OSM定位图

维拉尔的时区为UTC+01:00、UTC+02:00（夏令时）。

## 行政
维拉尔的邮政编码为23800，INSEE市镇编码为23263。

## 政治
维拉尔所属的省级选区为丹勒帕莱斯泰勒县。

## 人口

1962-2008年间人口变化图示

维拉尔于2022年1月1日时的人口数量为381人。